# Tramvajová doprava ve Varšavě

Mapa tramvajové sítě ve Varšavě

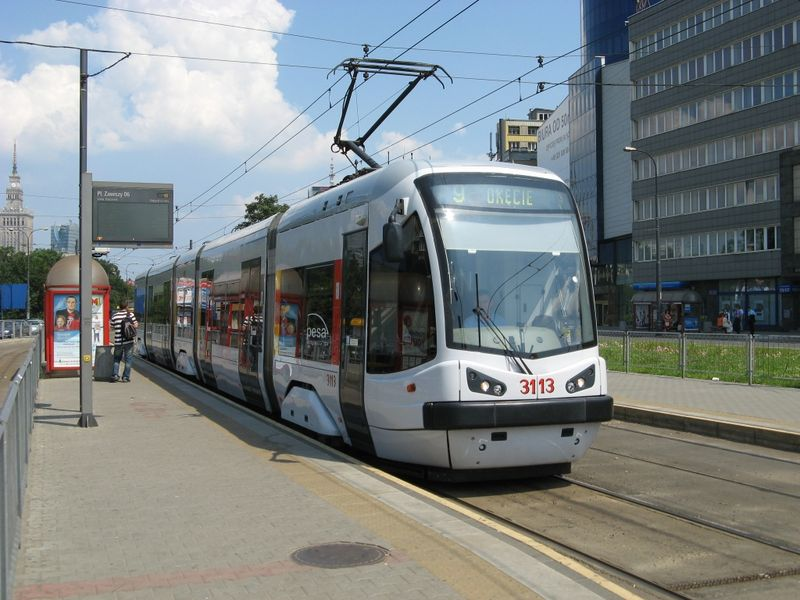
Tramvaj typu PESA 120N

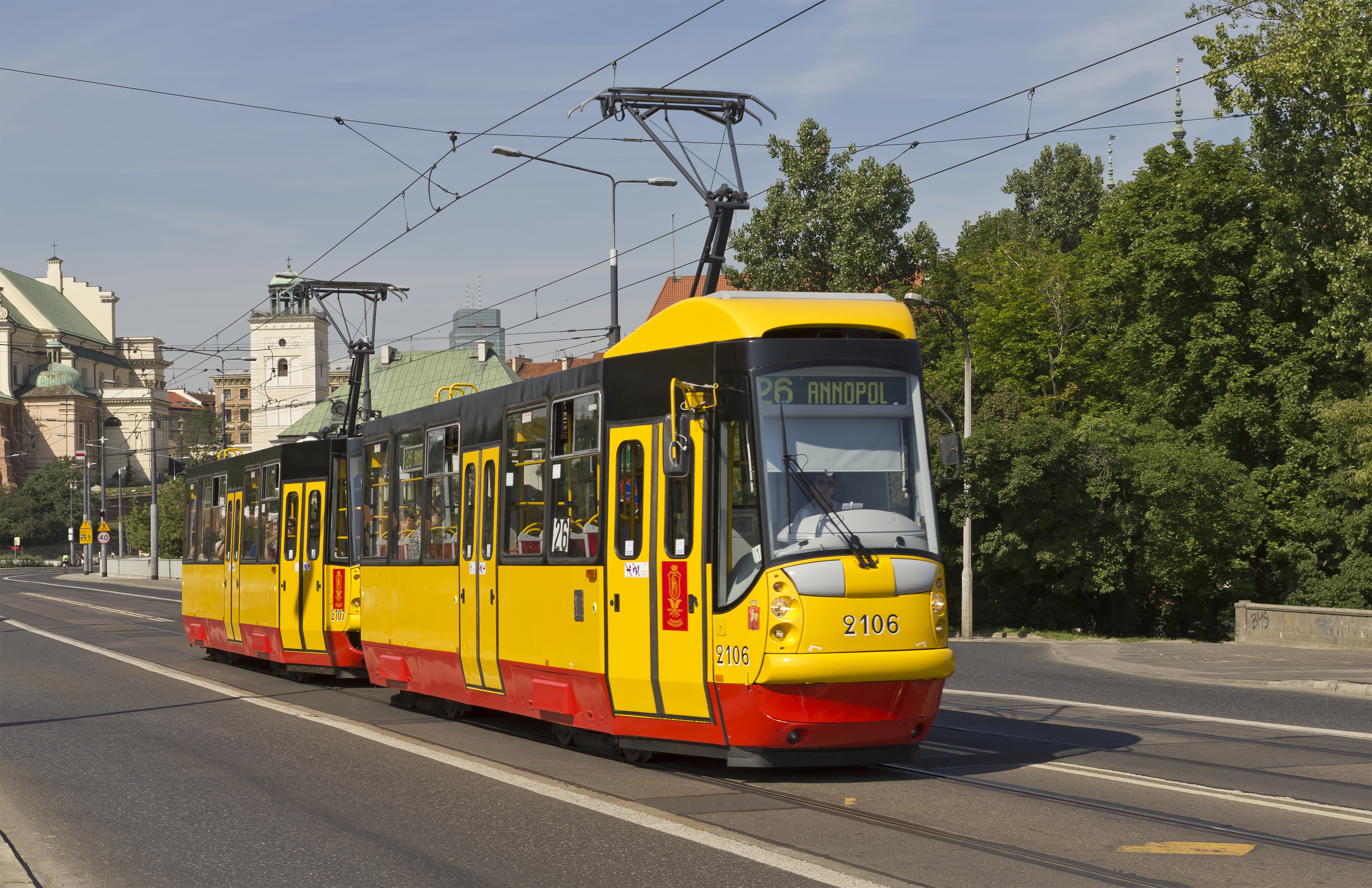
Varšavský vůz Konstal 105N2k/2000

V hlavním městě Polska, Varšavě, se nachází tramvajová síť. Na 122 km tratí je v provozu 26 denních linek o celkové délce 470 km. 

## Historie
První úsek, tehdy ještě koňské tramvaje, byl zprovozněn roku 1866. Ve městě však existovala veřejná doprava koňmi taženými omnibusy již od roku 1822. Do šestnácti let byl systém vystřídán moderní elektrickou trakcí. Protože Varšava byla až do roku 1918 součástí Ruska, byl tramvajový systém nejprve širokorozchodný (rozchod kolejí 1525 mm). 
Po varšavském povstání a osvobození byl roku 1946 zrušen a nahrazen sítí s normálním rozchodem 1435 mm. Nové trati však vedly již po širokých bulvárech, spojovaly nově vybudovaná sídliště v sovětském stylu. Obnovená metropole však potřebovala rychlejší způsob dopravy. Po zamítnutí plánu na výstavbu metra na přelomu 40. a 50. let se objevila koncepce podpovrchové tramvaje. Ta však byla také opuštěna a ve světle rychlého rozvoje silniční dopravy o několik let později bylo rozhodnuto celou síť postupně zrušit a nahradit autobusy. To se začalo postupně plnit v 60. a 70. letech, ropné krize a klesající ekonomická výkonnost Polské lidové republiky však protahovaly výstavbu metra v metropoli; celostátní plán na vybudování dvanácti sítí podzemní dráhy, které by nahradily tramvajové provozy v celé zemi se tak náhle ukázal jako nerealizovatelný. V 90. letech se začaly budovat nové tratě, otevírané zhruba v pětiletých intervalech a rušení tratí tak již patří minulosti.
Na začátku roku 2006, 22. února, prezident dopravní společnosti, provozující tramvajovou sít, podepsal kontrakt na dodávku 15 nízkopodlažních tramvají, určených pro hlavní město. Jejich výrobcem bude společnost PESA Bydgoszcz SA. Jedná se o pětičlánkové, nízkopodlažní vozidla o délce 31,8 m se schopností přepravit až 211 cestujících. Kontrakt financuje EU, první tramvaje tohoto typu se mají ve městě objevit v květnu roku 2007.

## Vozový park
Ve Varšavě jsou v provozu následující typy tramvají:
| Obrázek             | Typ                 | Dodávky v letech | Počet (k roku 2019) |
| ------------------- | ------------------- | ---------------- | ------------------- |
| Konstal 105Na       | Konstal 105Na       | 80. a 90. léta   | 166                 |
| Konstal 105Ni       | Konstal 105Ni       | 1992             | 28                  |
| Konstal 105Nb       | Konstal 105Nb       | 1992–1993        | 4                   |
| Konstal 105Ng       | Konstal 105Ng       | 1993             | 2                   |
| Konstal 105Ne       | Konstal 105Ne       | 1993–1994        | 18                  |
| Konstal 105Nb/e     | Konstal 105Nb/e     | 1994             | 4                   |
| Konstal 105Nf       | Konstal 105Nf       | 1994             | 44                  |
| Konstal 112N        | Konstal 112N        | 1995             | 1                   |
| Konstal 105N2k      | Konstal 105N2k      | 1995–2001        | 45                  |
| Konstal 105Nm       | Konstal 105Nm       | 1996–1997        | 14                  |
| Konstal 116N        | Konstal 116N        | 1998             | 1                   |
| Konstal 116Na       | Konstal 116Na       | 1999             | 2                   |
| Konstal 116Na/1     | Konstal 116Na/1     | 1999–2000        | 26                  |
| Konstal 105N2k/2000 | Konstal 105N2k/2000 | 2001             | 62                  |
| HCP 123N            | HCP 123N            | 2007             | 30                  |
| Pesa 120N           | Pesa 120N           | 2007             | 15                  |
| Pesa 120Na          | Pesa 120Na          | 2010             | 180                 |
| Pesa 120NaDuo       | Pesa 120NaDuo       | 2012             | 6                   |
| Pesa 128N           | Pesa 128N           | 2014–2015        | 50                  |
| Pesa 134N           | Pesa 134N           | 2015             | 30                  |

Celkem vlastní varšavský dopravní podnik přes 700 tramvají.